# Control (Zoe Wees)
Control è un singolo della cantante tedesca Zoe Wees, pubblicato il 13 marzo 2020 come primo estratto dal primo EP Golden Wings.

## Descrizione
Primo singolo da solista dell'interprete, ha ottenuto popolarità fin dalla pubblicazione, fino a diventare virale.

## Promozione
Con il brano la cantante ha fatto il suo debutto televisivo negli Stati Uniti l'11 gennaio 2021 al Late Late Show di James Corden.

## Tracce
Testi e musiche di Zoe Wees, Emma Sophia Rosen, Nils Bodenstedt, Patrick Pyke Salmy, René Müller e Ricardo Muñoz.
Download digitale, streaming
1. Control – 3:50

Download digitale, streaming – NOTD Remix
1. Control (NOTD Remix) – 3:21
2. Control – 3:50

Download digitale, streaming – Acoustic Versions
1. Control – 3:50
2. Control (Acoustic Guitar Version) – 3:51
3. Control (con i 2WEI e Abbott) (String Version) – 3:49

## Formazione
Musicisti
- Zoe Wees – voce, cori
- Emma Sophie Rosen – cori
- Patrick Pyke Salmy – cori, basso, programmazione del sintetizzatore, programmazione della batteria, corde
- Ricardo Muñoz – cori, basso, programmazione del sintetizzatore, programmazione della batteria, corde
- Johannes Arzberger – tastiera
- Nils Bodenstedt – tastiera

Produzione
- Patrick Pyke Salmy – produzione
- Ricardo Muñoz – produzione

## Successo commerciale
In Italia il brano è stato il 75º più trasmesso dalle radio nel 2020.

## Classifiche

### Classifiche settimanali
| Classifica (2020) | Posizione massima |
| ----------------- | ----------------- |
| Austria           | 28                |
| Belgio (Fiandre)  | 6                 |
| Belgio (Vallonia) | 3                 |
| Croazia           | 56                |
| Francia           | 22                |
| Germania          | 31                |
| Italia            | 65                |
| Paesi Bassi       | 60                |
| Romania           | 51                |
| Slovenia          | 14                |
| Stati Uniti       | 106               |
| Svizzera          | 11                |

### Classifiche di fine anno
| Classifica (2020) | Posizione |
| ----------------- | --------- |
| Belgio (Fiandre)  | 45        |
| Belgio (Vallonia) | 12        |
| Francia           | 172       |
| Germania          | 66        |
| Svizzera          | 25        |
| Classifica (2021) | Posizione |
| Svizzera          | 97        |